# Olympique Lyonnais 1969-1970
Questa voce raccoglie le informazioni riguardanti l'Olympique Lyonnais nelle competizioni ufficiali della stagione 1969-1970.

## Maglie
Viene abolita la banda orizzontale blu e rossa in favore di un completo bianco con colletto rosso e calzoncini bianchi.
| Manica sinistra · Maglietta · Maglietta · Manica destra · Pantaloncini · Calzettoni |

## Rosa
| N. |                           | Ruolo | Calciatore            |
| -- | ------------------------- | ----- | --------------------- |
|    | Francia (bandiera)        | P     | Yves Chauveau         |
|    | Francia (bandiera)        | D     | Gilbert Conrath       |
|    | Francia (bandiera)        | D     | Jean Baeza            |
|    | Francia (bandiera)        | D     | Albert Domenech       |
|    | Francia (bandiera)        | D     | Yves Flohic           |
|    | Francia (bandiera)        | D     | René Izquierdo        |
|    | Francia (bandiera)        | D     | Bernard Lhomme        |
|    | Cecoslovacchia (bandiera) | D     | Ján Popluhár          |
|    | Francia (bandiera)        | D     | Gilbert Ravanello     |
|    | Francia (bandiera)        | D     | Robert Valette        |
|    | Francia (bandiera)        | D     | Jean-Claude Yacoubain |

| N. |                      | Ruolo | Calciatore           |
| -- | -------------------- | ----- | -------------------- |
|    | Francia (bandiera)   | C     | Jean-François Chevat |
|    | Francia (bandiera)   | C     | Serge Chiesa         |
|    | Francia (bandiera)   | C     | José Mujica          |
|    | Francia (bandiera)   | C     | Georges Prost        |
|    | Francia (bandiera)   | C     | Daniel Ravier        |
|    | Francia (bandiera)   | A     | Fleury Di Nallo      |
|    | Francia (bandiera)   | A     | François Félix       |
|    | Francia (bandiera)   | A     | André Guy            |
|    | Francia (bandiera)   | A     | Bernard Lacombe      |
|    | Francia (bandiera)   | A     | André Perrin         |
|    | Francia (bandiera)   | A     | Ángel Rambert        |
|    | Argentina (bandiera) | A     | Néstor Rambert       |